# 旬凤高速公路
旬邑至凤翔高速公路，简称旬凤高速，是中国国家高速公路网菏宝高速公路（G3511）在陕西省境内的重要路段，也是陕西省“2367”高速公路网七条横向线之一“合凤线”的组成部分。起于咸阳市旬邑县赤道乡，设赤道枢纽立交与咸旬高速公路及铜旬高速公路相接，经彬州市、永寿县、宝鸡市麟游县、岐山县，终点位于凤翔区柳林镇，与银昆高速公路相接。全长124.242公里，其中，新建117.07公里，改扩建（与福银高速公路共线段）7.172公里。于2018年10月开工建设，其中太峪互通至良舍互通段，全长52.105公里，于2020年12月25日建成通车，全线于2021年12月25日正式通车，预算总投资143.16亿元人民币。

## 工程规模
全线采用高速公路标准。起点至麟游段72.645公里采用四车道标准，设计速度80公里/小时，路基宽度25.5米（其中与福银高速公路共线段采用六车道标准改扩建，设计速度100公里/小时，路基宽度33.5米）；麟游至终点段51.597公里，采用四车道标准，设计速度100公里/小时，路基宽度26米。桥涵设计汽车荷载等级采用公路－Ⅰ级，设计洪水频率1/100（特大桥1/300）；项目区地震动峰值加速度为0.05～0.2g，地震基本烈度为Ⅵ～Ⅷ度。其他指标执行《公路工程技术标准》（JTGB01-2014）。
全线设赤道（枢纽）、旬邑西、下河（枢纽）、太峪、太峪西（枢纽）、崔木、麟游、良舍、凤翔北（枢纽）、西凤、柳林（枢纽）11处互通式立交，预留拜家河互通式立交。同步建设崔木、麟游互通式立交连接线，共长3.679公里，其中崔木互通式立交连接线长2.105公里，麟游互通式立交连接线长1.574公里。互通式立交连接线采用二级公路标准，其中崔木互通式立交连接线设计速度40公里/小时，路基宽度10米；麟游互通式立交连接线设计速度60公里/小时，路基宽度12米。
全线共设桥梁22724.245/131座，占路线总长的18.3%，其中特大桥1662米/1座，大桥19543.525米/98座，中、小桥1518.72米/32座。涵洞102道。共设隧道22493.5米/17座，占路线全长的18.1%。其中，中、长隧道21576米/14座，短隧道917.5米/3座。

### 重点工程
- 泾河特大桥：起于彬州市新民镇早饭头村塬间，依次跨越西早公路、342国道、泾河、景中公路，止于太峪镇姚联村。左幅39跨，全长1642米，右幅41跨，全长1682米，其中主桥长736米，采用（68+5×120+68）米波形钢腹板预应力混凝土连续刚构，墩身为双支薄壁空心墩，最高墩高101.9米，单孔最长跨度120米，设计速度为80公里/小时，桥宽为分离式路基宽12.75米，桥梁与路基同宽[5]。
- 崔木隧道：全长2030米，是全线施工难度最大的单洞双线隧道，于2018年12月9日开工建设，2020年6月28日贯通[6]。
- 狮子口隧道：于2019年8月20日贯通，是全线第一座贯通的隧道，全长665米[7]。
- 九只窑隧道：位于麟游县与彬州市之间，为双洞单线隧道，双向四车道，设计车速80公里/小时；左线长978m、右线长1002m。于2020年5月12日贯通[8]。
- 大梁湾隧道：分离式隧道，左线长1665米，右线长1645米。左右线间距32-45米，共设置车行横洞1处，人行横洞4处[9]。
- 侍郎湖隧道群：由侍郎湖1号、2号、3号隧道组成，位于彬州市境内，总长度4.208公里，于2020年6月26日全部贯通[10]。

## 建设历程
- 2013年5月，旬凤高速纳入国家高速公路网规划[11]。
- 2016年9月6日，旬凤高速建设项目选址意见书获得陕西省住房和城乡建设厅批复[1]。
- 2018年9月11日至14日，旬凤高速通过中华人民共和国交通运输部初步设计审查[12]。
- 2020年4月27日，旬凤高速施工图设计获得陕西省交通运输厅批复[2]。
- 2020年12月25日，旬凤高速太峪至良舍段正式通车运营，通车里程为52.105公里，结束了麟游县不通高速公路的历史，至此，陕西省实现了“县县通高速”[3]。
- 2021年10月13日，旬凤高速良舍互通至柳林互通段通过交工验收，线路全长48.128公里[13]。
- 2021年12月15日，旬凤高速赤道互通至太峪互通段通过交工验收，线路全长27.442公里[14]。
- 2021年12月25日，旬凤高速全线正式通车[4]。

## 车辆通行费
| 类别 | 车辆类型       | 核定载人数 | 说明                                             | 道路费率标准（元/车·公里） | 泾河特大桥加收费用（元/车次） |
| ---- | -------------- | ---------- | ------------------------------------------------ | -------------------------- | ----------------------------- |
| 1类  | 微型、小型     | ≤9         | 车长小于6000mm且核定载人数不大于9人的载客汽车    | 0.70                       | 10                            |
| 2类  | 中型乘用车列车 | 10-19—     | 车长小于6000mm且核定载人数为10-19人的载客汽车—   | 1.23                       | 20                            |
| 3类  | 大型           | ≤39        | 车长不小于6000mm且核定载人数不大于39人的载客汽车 | 1.58                       | 30                            |
| 4类  | 大型           | ≥40        | 车长不小于6000mm且核定载人数不小于40人的载客汽车 | 1.90                       | 40                            |

| 类别 | 总轴数（含悬浮轴） | 说明                                         | 道路费率标准（元/车·公里） | 泾河特大桥加收费用（元/车次） |
| ---- | ------------------ | -------------------------------------------- | -------------------------- | ----------------------------- |
| 1类  | 2                  | 车长小于6000mm且最大允许总质量小于4500kg     | 0.70                       | 10                            |
| 2类  | 2                  | 车长不小于6000mm且最大允许总质量不小于4500kg | 1.26                       | 18                            |
| 3类  | 3                  | —                                            | 2.03                       | 29                            |
| 4类  | 4                  | —                                            | 2.47                       | 35                            |
| 5类  | 5                  | —                                            | 2.71                       | 39                            |
| 6类  | 6                  | —                                            | 2.86                       | 41                            |

大件运输车辆通行高速公路，道路收费以1类货车收费标准为基数，7轴收费系数为7，7轴以上按每增加一轴增加收费系数1，依此类推，最高至15轴。15轴以上收费系数统一按15轴执行。

## 沿线设施列表
| 地区                                                                                         | 里程 | 类型                              | 名称          | 连接             | 说明                  |
| -------------------------------------------------------------------------------------------- | ---- | --------------------------------- | ------------- | ---------------- | --------------------- |
| 咸阳市 旬邑县                                                                                | 215  | 枢纽 · 出入口                     | 赤道枢纽 旬邑 | 银百高速 342国道 |                       |
| 咸阳市 旬邑县                                                                                | 221  | 出入口                            | 旬邑西        | 342国道          |                       |
| 咸阳市 彬州市                                                                                | 227  | 停车场 · 飲料小吃                 | 彬州停车区    | 彬州停车区       |                       |
| 咸阳市 彬州市                                                                                | 240  | 枢纽                              | 下河枢纽      | 凤永高速         | 与 福银高速共线段起点 |
| 咸阳市 彬州市                                                                                | 246  | 出入口                            | 太峪          | 312国道          |                       |
| 咸阳市 彬州市                                                                                | 248  | 枢纽                              | 太峪西枢纽    | 凤永高速         | 与 福银高速共线段终点 |
| 咸阳市 彬州市                                                                                | 261  | 出入口                            | 拜家河        | 拜家河           |                       |
| 咸阳市 彬州市                                                                                | 263  | 停车场 · 加油设施 · 修车站 · 餐厅 | 太峪服务区    | 太峪服务区       |                       |
| 宝鸡市 麟游县                                                                                | 272  | 出入口                            | 崔木          | 河崔路           |                       |
| 宝鸡市 麟游县                                                                                | 284  | 停车场 · 飲料小吃                 | 麟游停车区    | 麟游停车区       |                       |
| 宝鸡市 麟游县                                                                                | 292  | 出入口                            | 麟游          | 306省道          |                       |
| 宝鸡市 麟游县                                                                                | 304  | 出入口                            | 良舍          | 306省道          |                       |
| 宝鸡市 凤翔区                                                                                | 309  | 停车场 · 加油设施 · 修车站 · 餐厅 | 南沟服务区    | 南沟服务区       |                       |
| 宝鸡市 凤翔区                                                                                | 331  | 出入口                            | 凤翔北        | 244国道          |                       |
| 宝鸡市 凤翔区                                                                                | 345  | 出入口                            | 西凤          | 344国道          |                       |
| 宝鸡市 凤翔区                                                                                | 347  | 枢纽                              | 柳林枢纽      | 宝汉高速         |                       |
| 1.000 英里 = 1.609 千米；1.000 千米 = 0.621 英里 并行路段 • 已关闭／取消 • 限制进入 • 未开放 |      |                                   |               |                  |                       |